# ال‌ا اورلا (پی ۴۲)
ال‌ا اورلا (پی ۴۲) (به انگلیسی: LÉ Orla (P41)) یک کشتی است که طول آن ۶۲٫۶ متر (۲۰۵ فوت) می‌باشد. این کشتی در سال ۱۹۸۵ ساخته شد.